# Alessandro Staccioli
Alessandro Staccioli, né le 13 novembre 1931 à Trieste, est un évêque catholique et missionnaire italien, vicaire apostolique de Luang Prabang en 1968, puis évêque auxiliaire de Sienne de 1975 à 1990.

## Biographie
Il est élevé à Sienne d'où sa famille est originaire et y poursuit ses études au séminaire. Il est ordonné prêtre le 17 mars 1956 chez les oblats de Marie-Immaculée. Il est envoyé au Laos avec son confrère Lionello Berti, qui deviendra le premier vicaire apostolique de Luang Prabang au nord du pays, indépendant depuis 1953, mais en proie aux attaques du Pathet Lao communiste, soutenu par le Vietnam du Nord et la Chine. Le Père Staccioli met entièrement sur pied la mission de Nan Tha, où il faut tout construire. La région bascule dans la violence avec la pression communiste et l'implication des Américains dans la guerre du Vietnam. En 1960, un jeune missionnaire italien, le Père Mario Borzaga (1932-1960), est assassiné par le Pathet Lao.
La mission du Père Staccioli est détruite au début des années 1960 et lui-même manque plusieurs fois de mourir. Il envoie à Sienne des nouvelles dramatiques à son père veuf, en 1961. Cette année-là, trois pères et un frère oblats de Marie-Immaculée sont assassinés.
Le 26 septembre 1968, il est nommé à 37 ans vicaire apostolique de Luang Prabang (et évêque in partibus de Tauriana (de)) où vivent des missions disséminées de baptisés dans un environnement hostile. Il succède à son confrère, Mgr Berti, mort dans un accident. L'activité missionnaire est de plus en plus difficile. En 1970, il ordonne un dernier prêtre de l'ethnie Khmu. Le Pathet Lao s'empare de tout le pays en 1975 et les missionnaires étrangers qui sont restés sont expulsés. Ils étaient 26 prêtres dans le vicariat. Il ne reste plus que deux prêtres dans le vicariat, plus qu'un seul en 2000 et plus aucun en 2003.
Il est nommé évêque auxiliaire de Sienne le 29 novembre 1975, charge qu'il assume jusqu'au 10 décembre 1990. Il est également secrétaire de l'Union pontificale missionnaire et délégué pontifical pour les réfugiés laotiens du monde entier.